# Jęczy i wyje Dniepr szeroki

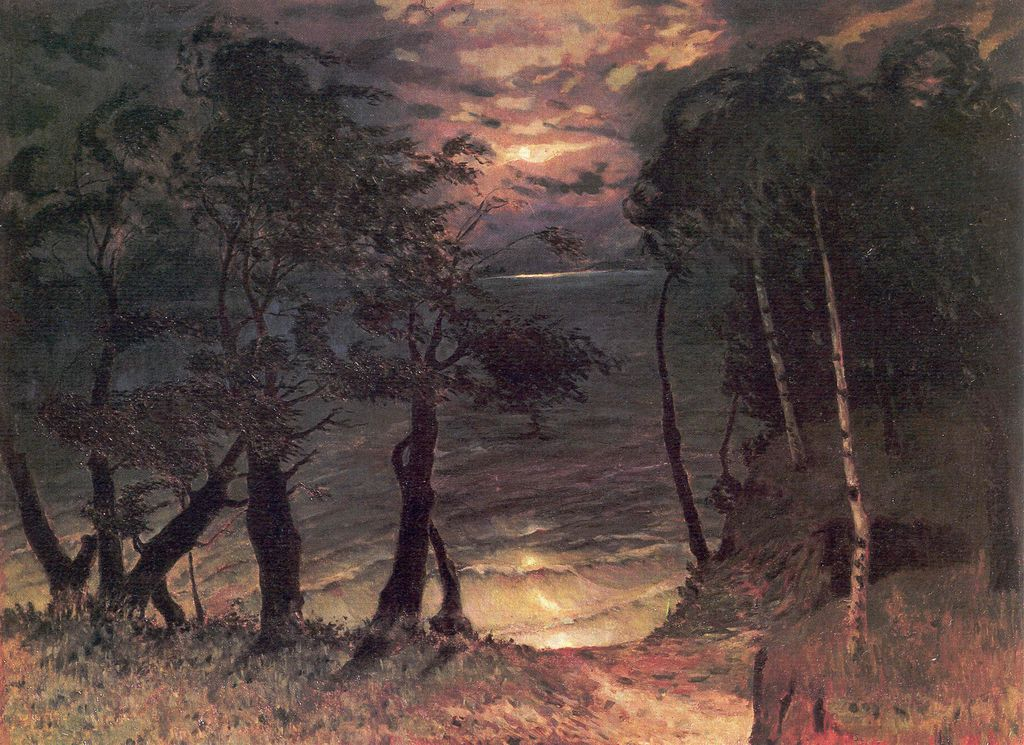
Jęczy i wyje Dniepr szeroki
Mykoła Buraczek, 1941

Jęczy i wyje Dniepr szeroki (ukr. Реве та стогне Дніпр широкий, „Rewe ta stohne Dnipr szyrokyj”) – pieśń Danyła Kryżaniwskiego, skomponowana do słów wiersza Tarasa Szewczenki (pierwsze sześć zwrotek ballady „Urzeczona”). Tekst polski autorstwa Leopolda Lewina. Funkcjonowała jako nieoficjalny hymn Ukrainy. Pieśń opisuje krajobraz naddnieprzańskiej Ukrainy, utrzymana jest w duchu romantycznym. Melodia pieśni jest muzycznym sygnałem wywoławczym Radia Ukraińskiego.

## Historia
Muzykę do utworu napisał pedagog i kompozytor Danyło Kryżaniwskyj. Nad notatkami sporządził dedykację: „Dedykowane Markowi Kropywnyckiemu”. Kiedy Kropywnycki przyjechał na tournée z ukraińską trupą do Odessy, Kryżaniwskyj sprezentował mu partyturę z dedykacją. Po odegraniu utworu na fortepianie, reżyser uściskał gościa i nazwał utwór arcydziełem. Niedługo później, po jednym z występów, orkiestra i chór poczęły odśpiewywać pieśń, która następnie została podjęta przez słuchaczy, którzy powstali, tym samym przyłączając się do wykonania powszechnie wśród Ukraińców znanego utworu Szewczenki. Tak wybrzmiała pieśń, która stała się swoistym hymnem narodowym Ukraińców jako pierwsza.
Pierwsze dwa drukowane wydania zbioru pieśni wraz z nutami zawierające w sobie tę pieśń, zostały skonfiskowane przez carską policję. Przy trzeciej próbie — po raz pierwszy w 1886 r. wydrukowano razem tekst wiersza Tarasa Szewczenki i notatki Danyła Kryżaniwskiego.
W okresie radzieckiej okupacji Ukrainy, z powodu zakazu wykonywania hymnu Szcze ne wmerła Ukraina, pieśń Rewe ta stohne Dnipr szyrokyj na powrót nabrała wśród Ukraińców charakteru hymnu, a przez wzgląd na brak bezpośrednich odniesień do niezależności i ukraińskości, cenzura sowiecka nie doprowadziła do jej zakazania.
Ze względu na znaczenie historyczne pieśni i jej podniosły charakter, podobnie jak hymn, wykonywana jest zawsze na stojąco.